# Peugeot Typ 146

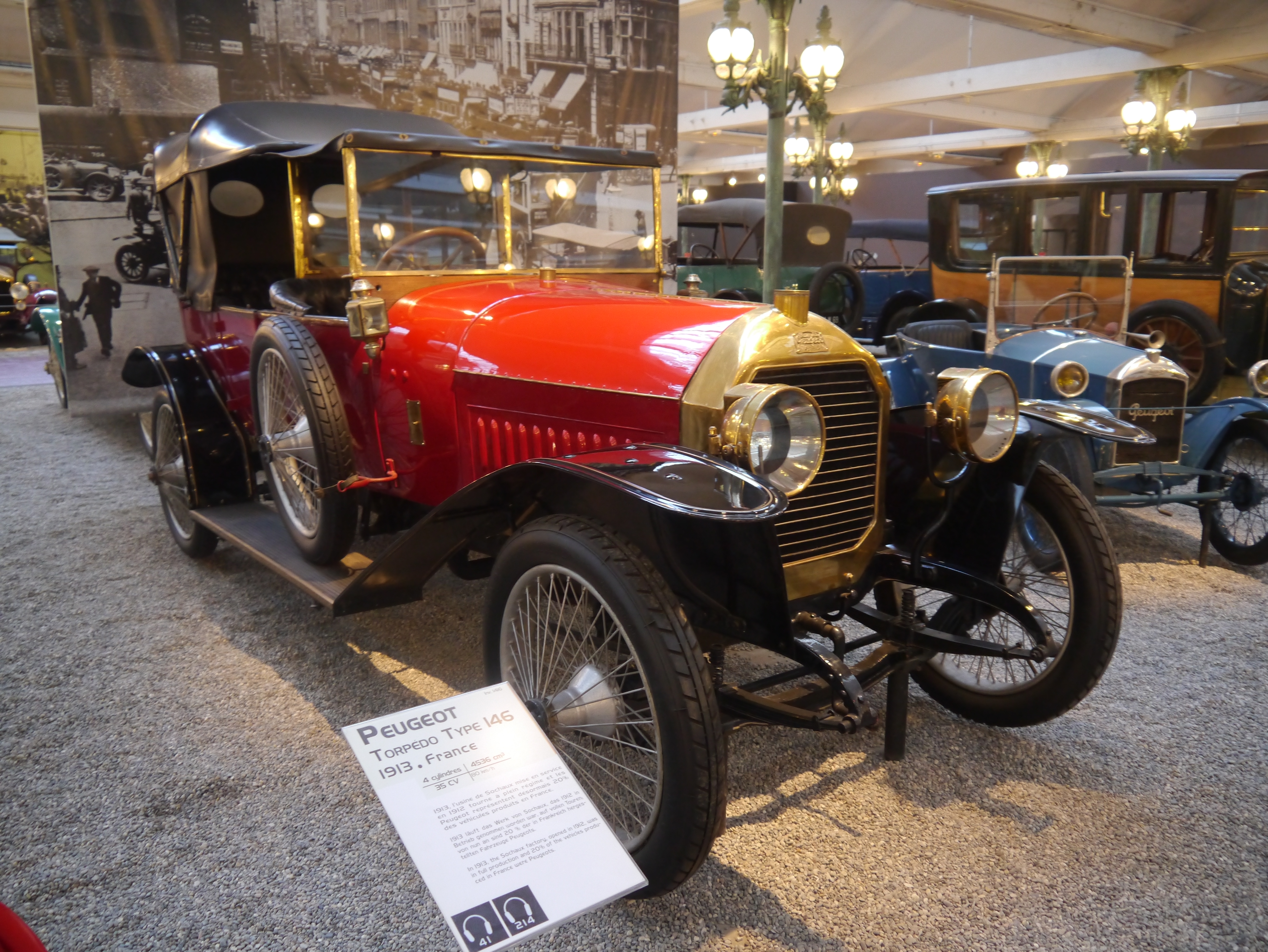
Peugeot Typ 146, Nationales Automobilmuseum, Mülhausen

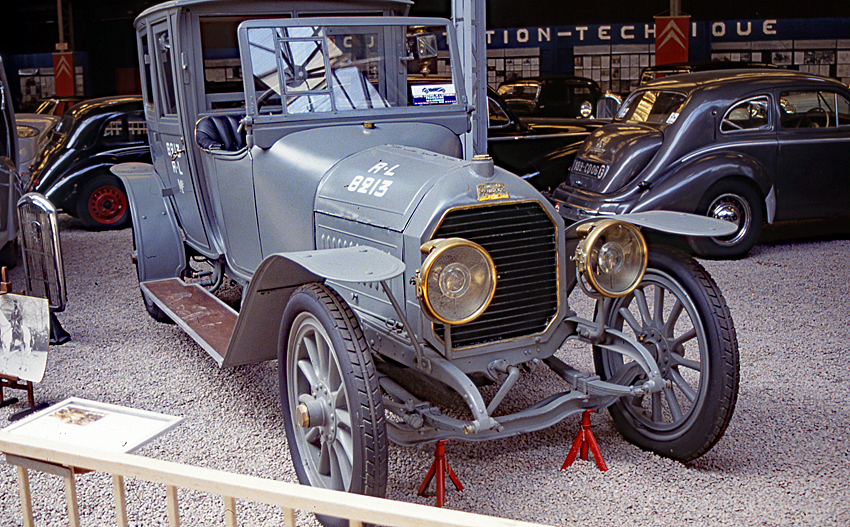
Der Peugeot Typ 146, der vom General Henri Gouraud im Ersten Weltkrieg genutzt wurde.

Der Peugeot Typ 146 ist ein frühes Automodell des französischen Automobilherstellers Peugeot, von dem von 1913 bis 1914 im Werk Lille 428 Exemplare produziert wurden.
Die Fahrzeuge besaßen einen Vierzylinder-Viertaktmotor, der vorne angeordnet war und über Kardan die Hinterräder antrieb. Das Auto  (4.536 cm³ Hubraum) war nach den französischen Steuergesetzen mit 18 Steuer-PS klassifiziert.
Es gab die Modelle 146, 146 A und 146 S. Bei einem Radstand von 348 cm betrug die Spurbreite 146 cm. Die Karosserieform Limousine bot Platz für vier bis fünf Personen, der 146 A Colonial ebenfalls.
Während des Ersten Weltkrieges wurden 121 requirierte Peugeot 146 mit einer Panzerkarosse versehen und dienten in der französischen Armee unter der Bezeichnung Autoblindé Peugeot 146. Nach Ende dieses Krieges kamen einige davon an die polnische Armee, die sie später an die Polizei abgab. Sie waren 1939 bei der Polizei in Kattowitz eingesetzt und halfen bei der Verteidigung dieser Stadt.